# امضاهري

تعديل مصدري - تعديل

امضاهري هي إحدى قرى عزلة سباح بمديرية سباح التابعة لمحافظة أبين، بلغ تعداد سكانها 26 نسمة حسب تعداد اليمن لعام 2004.